# انقلاب 2003 في جمهورية إفريقيا الوسطى
في مارس 2003، وقع انقلاب عسكري في جمهورية إفريقيا الوسطى، وذلك عندما توجّهت قوات الجنرال فرانسوا بوزيزيه إلى العاصمة بانغي، بينما كان الرئيس أنجي فيليكس باتاسي يحضر مؤتمرًا إقليميًا في النيجر. أثناء غيابه، قاد بوزيزيه ألف مقاتل إلى العاصمة بانغي واستولى على المطار الدولي والقصر الرئاسي. لم تُبدِ القوات الحكومية مقاومة تذكر، وذلك راجع - في الغالب - إلى أنّ الكثير منهم لم يتلقوا رواتبهم منذ شهور. تخلى 370 من جنود حفظ السلام التابعين للمجموعة الاقتصادية لدول وسط أفريقيا عن مواقعهم. وفرض بوزيزيه حظر تجول بعد ذلك وعلّق الدستور. في غضون ذلك، فرّ الرئيس باتاسي من البلاد إلى الكاميرون المجاورة عندما أطلق الانقلابيون النار على طائرته. تم رصد مقاتلين من تشاد بين المقاتلين الانقلابيين، لكن رئيس تشاد، إدريس ديبي إتنو، نفى تقديم أي دعم عسكري لبوزيزي. قُتل ما لا يقل عن خمسة عشر شخصًا.
نشرت فرنسا عددًا من القوات في البلاد لأول مرة منذ أربع سنوات من أجل حماية الرعايا الأجانب. بعد الانقلاب، أنشأ بوزيزي فرقة جديدة في القوات المسلحة لأفريقيا الوسطى، مؤلفة من «الوطنيين» الذين شاركوا في الانقلاب معه، أطلقوا عليها اسم الحرس الجمهوري. وقد ارتكبوا جرائم عديدة بحق المدنيين في العاصمة.

## ردود الفعل
- جمهورية الكونغو و الغابون: قام وزيرا خارجية البلدين بزيارة الجنرال بوزيزيه بعد الانقلاب قائلين إنهما سيتفاوضان معه.[2]
- تشاد: نفى الرئيس إدريس ديبي إتنو، المزاعم القائلة بأن القوات التشادية ساعدت بوزيزي.[1]